# Mindanaói motmotpapagáj
A mindanaói motmotpapagáj (Prioniturus waterstradti) a papagájalakúak (Psittaciformes) rendjében, a szakállaspapagáj-félék (Psittaculidae) családjában, a szakállaspapagáj-formák (Psittaculinae) alcsaládjának egyik képviselője.

## Előfordulása
A Fülöp-szigetek területén honos, ahol Mindanao szigetén fordul elő.